# داغ و سرد
«داغ و سرد» (به انگلیسی: Hot n Cold) نام تک‌آهنگی از کیتی پری، هنرمند و خوانندهٔ اهل آمریکا است. این آهنگ به عنوان دومین تک آهنگ از آلبوم یکی از پسرها است. در سپتامبر ۲۰۱۱ این آهنگ بیش از ۵ میلیون فروش داشته است و در سال ۲۰۰۸ با فروش بیش از ۵ میلیون نسخه شش نشان پلاتینیوم دریافت کرد.

## متن آهنگ
متن و ترجمه مخصوص ویکی‌پدیا
You change your mind
تو نظرت رو عوض می‌کنی
Like a girl changes clothes
مثل دختری که لباساش رو عوض می‌کنه
Yeah, you PMS like a bitch
آره، تو مثل یه سگ هرزه میمونی
I would know
باید می‌دونستم
And you always think
و تو فکر کردنت [و...]
Always speak cryptically
[و...] حرف زدنت مرموزانه‌س
I should know
باید میدونستم
That you're no good for me
که برای من مفید نیستند
'Cause you're hot then you're cold
چون تو گرم می‌گیری و بعد سرد میشی
You're yes then you're no
[جوابت] بله هستش و بعد نه میشه
You're in and you're out
پا هستی و پا نیستی
You're up and you're down
بالا هستی و پایینی
You're wrong when it's right
وقتی که درسته، تو غلطی
It's black and it's white
میگی سیاهه ولی سفیده
We fight, we break up
می‌جنگیم و از هم جدا میشیم
We kiss, we make up
می‌بوسیم و با هم زوج میشیم
You, you don't really wanna stay, no
تو، واقعاً نمی‌خوای بمونی، نه
You, but you don't really wanna go, oh
تو، واقعاً هم نمی‌خوای بری، آه
'Cause you're hot then you're cold
چون تو گرم می‌گیری و بعد سرد میشی
You're yes then you're no
[جوابت] بله هستش و بعد نه میشه
You're in and you're out
پا هستی و پا نیستی
You're up and you're down
بالا هستی و پایینی
We used to be just like twins, so in sync
ما عادت کرده بودیم مثل دوقلوها همه کارها رو با هم انجام بدیم
The same energy now's a dead battery
همون انرژی الان مثل یه باتری خالی شده میمونه
Used to laugh 'bout nothing
عادت کرده بودیم بی‌دلیل بخندیم
Now you're plain boring
حالا تو گله داری که خسته کننده شده
I should know
باید میدونستم
That you're not gonna change
که تو قرار نیست عوض بشی
'Cause you're hot then you're cold
چون تو گرم می‌گیری و بعد سرد میشی
You're yes then you're no
[جوابت] بله هستش و بعد نه میشه
You're in and you're out
پا هستی و پا نیستی
You're up and you're down
بالا هستی و پایینی
You're wrong when it's right
وقتی که درسته، تو غلطی
It's black and it's white
میگی سیاهه ولی سفیده
We fight, we break up
می‌جنگیم و از هم جدا میشیم
We kiss, we make up
می‌بوسیم و با هم زوج میشیم
You, you don't really wanna stay, no
تو، واقعاً نمی‌خوای بمونی، نه
You, but you don't really wanna go, oh
تو، واقعاً هم نمی‌خوای بری، آه
'Cause you're hot then you're cold
چون تو گرم می‌گیری و بعد سرد میشی
You're yes then you're no
[جوابت] بله هستش و بعد نه میشه
You're in and you're out
پا هستی و پا نیستی
You're up and you're down
بالا هستی و پایینی
Someone call the doctor
یکی دکتر رو خبر کنه
Got a case of a love bipolar
یه مورد عشق دو قطبی داریم
Stuck on a rollercoaster
که روی ترن هوایی مونده
Can't get off this ride
نمیتونه ازش پیاده شه
You change your mind
تو نظرت رو عوض می‌کنی
Like a girl changes clothes
مثل دختری که لباسش رو عوض می‌کنه
'Cause you're hot then you're cold
You're yes then you're no
You're in and you're out
You're up and you're down
You're wrong when it's right
It's black and it's white
We fight, we break up
We kiss, we make up
'Cause you're hot then you're cold
چون تو گرم می‌گیری و بعد سرد میشی
You're yes then you're no
[جوابت] بله هستش و بعد نه میشه
You're in and you're out
پا هستی و پا نیستی
You're up and you're down
بالا هستی و پایینی
You're wrong when it's right
وقتی که درسته، تو غلطی
It's black and it's white
میگی سیاهه ولی سفیده
We fight, we break up
می‌جنگیم و از هم جدا میشیم
We kiss, we make up
می‌بوسیم و با هم زوج میشیم
You, you don't really wanna stay, no
تو، واقعاً نمی‌خوای بمونی، نه
You, but you don't really wanna go, oh
تو، واقعاً هم نمی‌خوای بری، آه
You're hot then you're cold
تو گرم می‌گیری و بعد سرد میشی
You're yes then you're no
[جوابت] بله هستش و بعد نه میشه
You're in and you're out
پا هستی و پا نیستی
You're up and you're down, down, down, down...
بالا هستی و پایینی، پایینی، پایینی، پایینی …